# Spirostachys africana
Spirostachys africana ist eine afrikanische Laubbaumart und eine der zwei Arten der Gattung Spirostachys in der Familie der Wolfsmilchgewächse (Euphorbiaceae). Im südlichen und östlichen Afrika, wo Spirostachys africana heimisch ist, werden unterschiedliche Trivialnamen verwendet. Weit verbreitet sind dabei Tamboti (Englisch), Tambotie (Afrikaans), Sandalo africano (Portugiesisch), um Tfombotsi und Msarakana (Swahili), sowie Ndzopfori und Xilangamahlo (Xitsonga).
Das Holz von Spirostachys africana wird hauptsächlich in Ostafrika als Drechselholz für das Kunsthandwerk genutzt. Alle Teile dieser Baumart sind giftig. Trotzdem werden verschiedene Auszüge dieser Art in kleinen Dosen gegen eine Vielzahl von Krankheiten, wie zum Beispiel Durchfall, den Spirostachys africana bei Überdosierung auch erst auslösen kann, in der traditionellen Medizin angewendet. Einige chemische Bestandteile aus Blättern, Borke und Milchsaft wurden wissenschaftlich analysiert und zeigen unter anderem eine antibiotische Wirkung gegen verschiedene Bakterienstämme. Das Gift dieses Baumes wurde von den heimischen Volksstämmen auch zur Herstellung von Giften für die Jagd verwendet.
Spirostachys africana ist auch als „Jumping Bean Tree“ bekannt: Wenn die Früchte von den Larven einer Schmetterlingsart befallen werden, wird durch die Bewegung der Larven in der Teilfrucht (Kokke) ein „Hüpfen“ der Kokke hervorgerufen. Weiterhin wurde die Erzwespenart Tanaostigmodes tambotis nach dem Trivialnamen Tamboti für diese Baumart benannt. Individuen dieser Wespen rufen im Norden Südafrikas an den Stämmen von Spirostachys africana Schädigungen hervor.

## Beschreibung

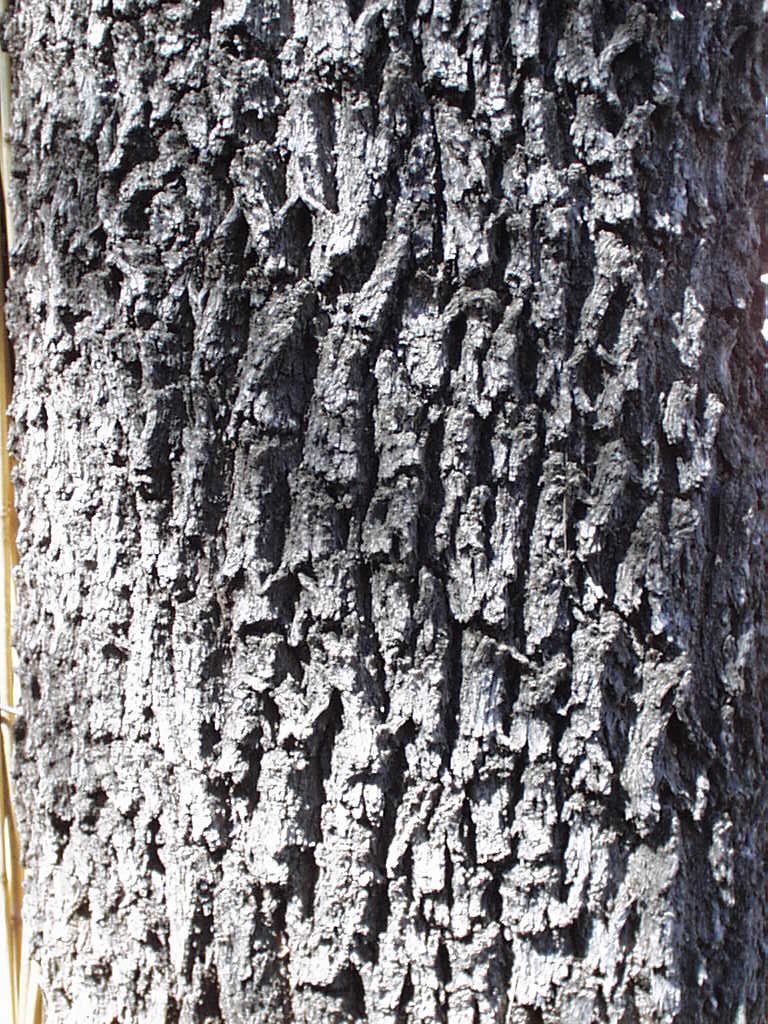
Borke

### Erscheinungsbild und Blatt

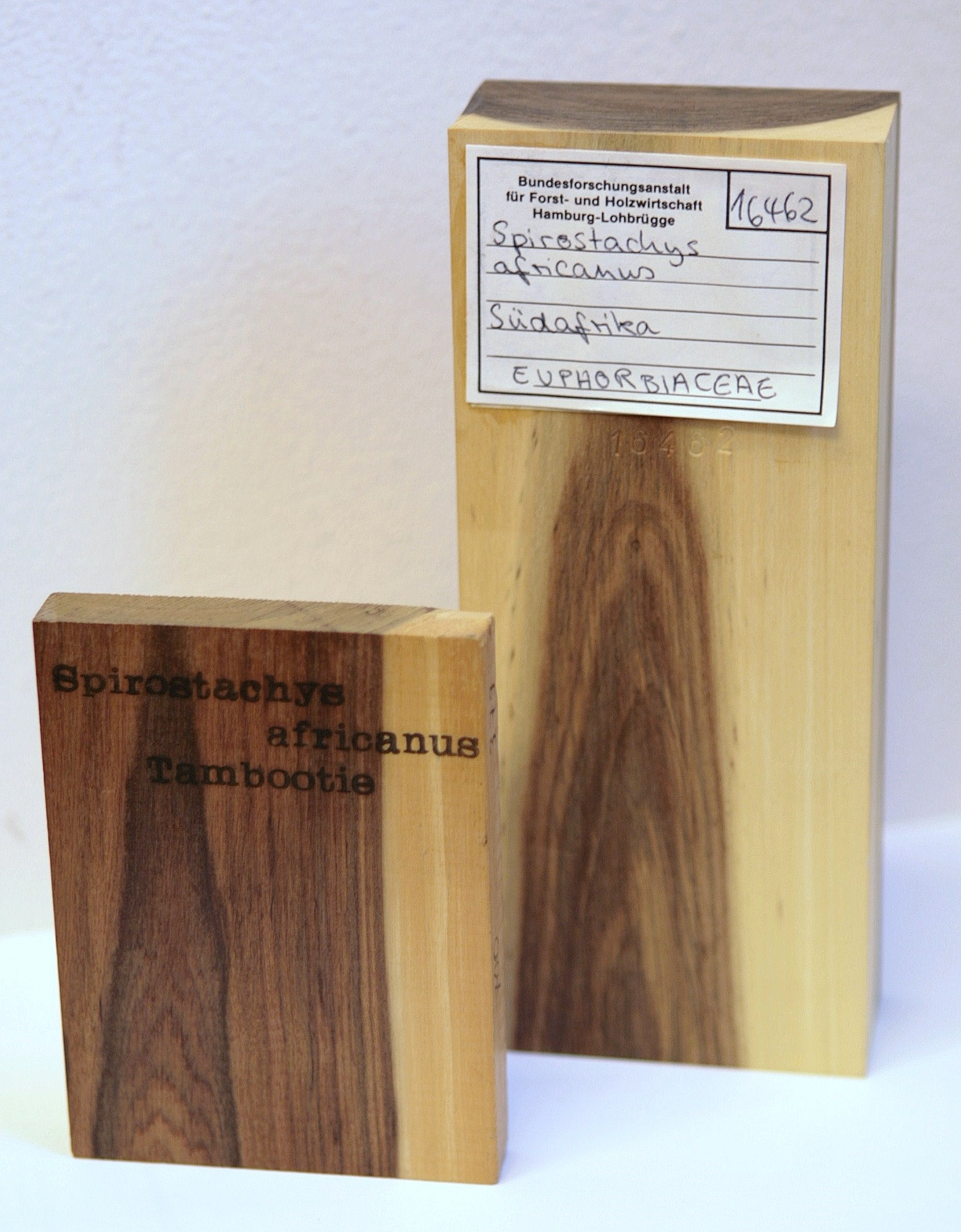
Holzproben von Spirostachys africana aus der Sammlung des Instituts Holzforschung des Johann Heinrich von Thünen-Instituts in Hamburg-Lohbrügge

Spirostachys africana wächst meist als laubabwerfender Baum und erreicht Wuchshöhen von 10 bis 15 Meter, im Mittel ungefähr 12 Meter. Er  wächst sehr langsam. Andere Quellen belegen Wuchshöhen von bis zu 18 Meter. Spirostachys africana ist bis rund 7 Meter astfrei. Der Stammdurchmesser liegt bei etwa 0,3 bis 0,55 Meter. Spirostachys africana besitzt eine gerundete Baumkrone. Die sehr raue, teilweise aufgerissene Borke weist eine braune bis schwärzliche Färbung auf. In allen Pflanzenteilen ist giftiger Milchsaft vorhanden, welcher vor allem beim Einschlag aus der rötlichen, unregelmäßig kaffeebraun gestreiften Rinde austritt. Die Rinde der Zweige ist kahl und weist Lentizellen auf.

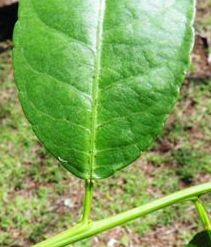
Blatt mit sichtbaren Drüsen

Die Bäume können nahezu immergrün erscheinen, weil zeitgleich die jungen Blätter entstehen und die alten Blätter abgeworfen werden. Im Frühling kommen die jungen, roten Blätter gemeinsam mit den älteren, grünen Blättern vor. Die Blätter sind wechselständig und spiralig an den Zweigen angeordnet. Die Blattspreite weist dabei am Übergang zum Blattstiel zwei Drüsen auf. Die matt grüne, kahle oder etwas behaarte, pergamentartige bis ledrige Blattspreite ist bei einer Länge von bis zu sieben Zentimeter und einer Breite von etwa 3,5 Zentimeter elliptisch bis eiförmig. Der Blattrand ist schwach gekerbt bis leicht gezähnt. Es liegt Fiedernervatur vor mit 6 bis 14 Seitennerven auf jeder Seite der Mittelrippe. Die Nebenblätter sind dreieckig bis eiförmig und circa einen Millimeter lang.
Spirostachys africana kommt meist in Baumgruppen vor. Dabei stehen einige große und kleine Bäume dicht nebeneinander. Die jungen Bäume sind gekennzeichnet durch mehrere Stämme, eine helle Borke und Dornen von bis zu 15 Zentimeter Länge.

### Blütenstand, Blüte und Frucht

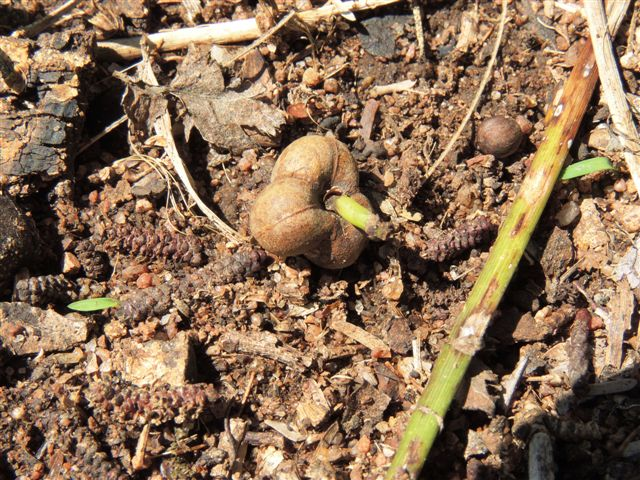
Frucht von Spirostachys africana

Die Blütezeit liegt vor der Laubbildung und reicht in Simbabwe von September bis Januar. Spirostachys africana ist einhäusig getrenntgeschlechtig (monözisch). An den 15 bis 30 Millimeter langen, kätzchenähnlichen, ährigen Blütenständen befinden sich hauptsächlich männliche Blüten. Die ein bis drei weiblichen, tief-roten Blüten befinden sich im unteren Bereich des Blütenstandes, die durch den Blütenstaub gelben, männlichen Blüten im oberen Bereich. Die männlichen Blüten besitzen zwei bis drei etwa einen Millimeter lange Kelchblätter, sowie drei Staubblätter, welche an ihrer Basis verwachsen sind. Die weiblichen Blüten enthalten fünf, rund einen Millimeter lange, dreieckige bis eiförmige Kelchblätter. Der dreilappige, dreikammerige, oberständige Fruchtknoten weist einen Durchmesser von einem Millimeter auf. Jede weibliche Blüte enthält drei ungefähr 1,5 Millimeter lange Griffel mit roten Narben, welche ebenfalls an der Basis verwachsen sind.
Die bei Reife gelblich-braunen, dreilappigen Kapselfrüchte weisen eine Länge von etwa sechs Millimeter sowie einen Durchmesser von 10 bis 13 Millimeter auf. Die Früchte zerspringen bei der Reife, rund ein bis zwei Monaten nach der Bestäubung, mit einem explodierenden Geräusch in drei einzelne Teile. Dabei werden blassbraune, runde Samen mit einem Durchmesser von ungefähr fünf Millimeter freigesetzt.

## Vorkommen

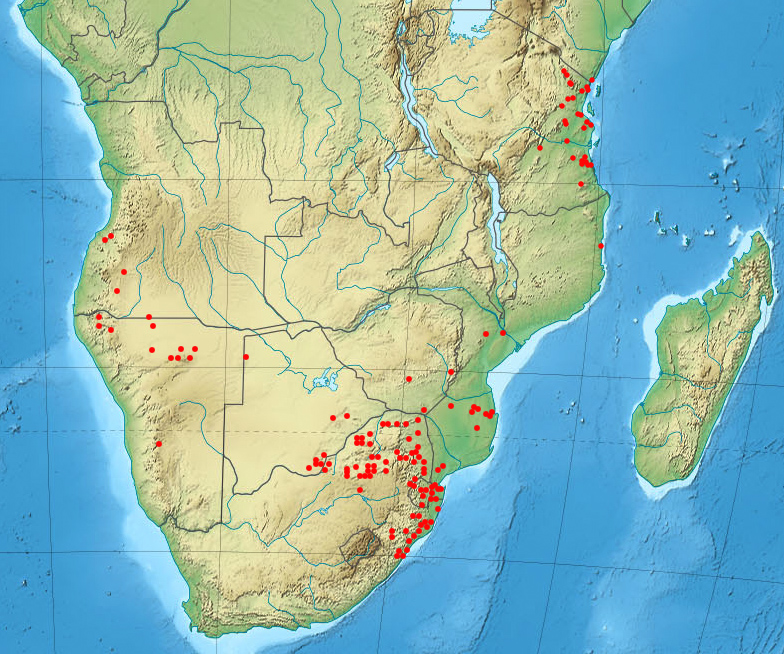
Karte der Verbreitung

Als Heimatregion von Spirostachys africana werden die wärmeren Regionen des südlichen Afrikas, mit Ausnahme von Lesotho wegen seiner Höhenlage, angegeben. Spirostachys africana kommt somit in Ostafrika in den Staaten Tansania und Südost-Kenia vor. Mosambik und Simbabwe werden als Verbreitungsgebiet in Südostafrika angegeben. In Simbabwe gedeiht Spirostachys africana in Höhenlagen von bis zu 1350 Meter. In Südwest-Afrika kommt Spirostachys africana in Angola und in Nord-Namibia in den Provinzen Kaokoland, Ovamboland und Grootfontein vor. Botswana, Eswatini und die südafrikanischen Provinzen Gauteng, Limpopo, Nordwest, Mpumalanga sowie KwaZulu-Natal sind Verbreitungsgebiete in Süd-Afrika.

## Ökologie

### Lebensraum und ökologische Ansprüche
Spirostachys africana wächst in semiariden Trockenwäldern und Baumsavannen (in Südafrika: Bush Veld). Individuen dieser Art bevorzugen gut entwässernde Sand- oder sandige Lehmböden und wachsen daher oft an den Hängen entlang von Flusstälern, küstennahen Waldgebieten oder Termitenhügeln. Spirostachys africana kann Trockenheit widerstehen und Kälte, allerdings keinem Frost, standhalten. Die Baumdichte in diesem Lebensraum wird, neben menschlichen Einflüssen, durch Intensität und Häufigkeit von Feuern sowie Fraß durch große Pflanzenfresser bestimmt. Dadurch können unter ähnlichen Standortbedingungen sowohl geschlossene Trockenwälder als auch gräserdominierte Baumsavannen entstehen.

### Vergesellschaftungen
Die Individuen dieser Art wachsen meist als Begleiter von Mopane (Colophospermum mopane) und/oder Arten der Gattungen Langfäden (Combretum), Akazien (Acacia) und Brachystegia. Es gibt die Tendenz, dass Opuntia stricta im Krüger-Nationalpark eher unter Individuen von Spirostachys africana wächst, als in offener Landschaft.

### Interaktionen

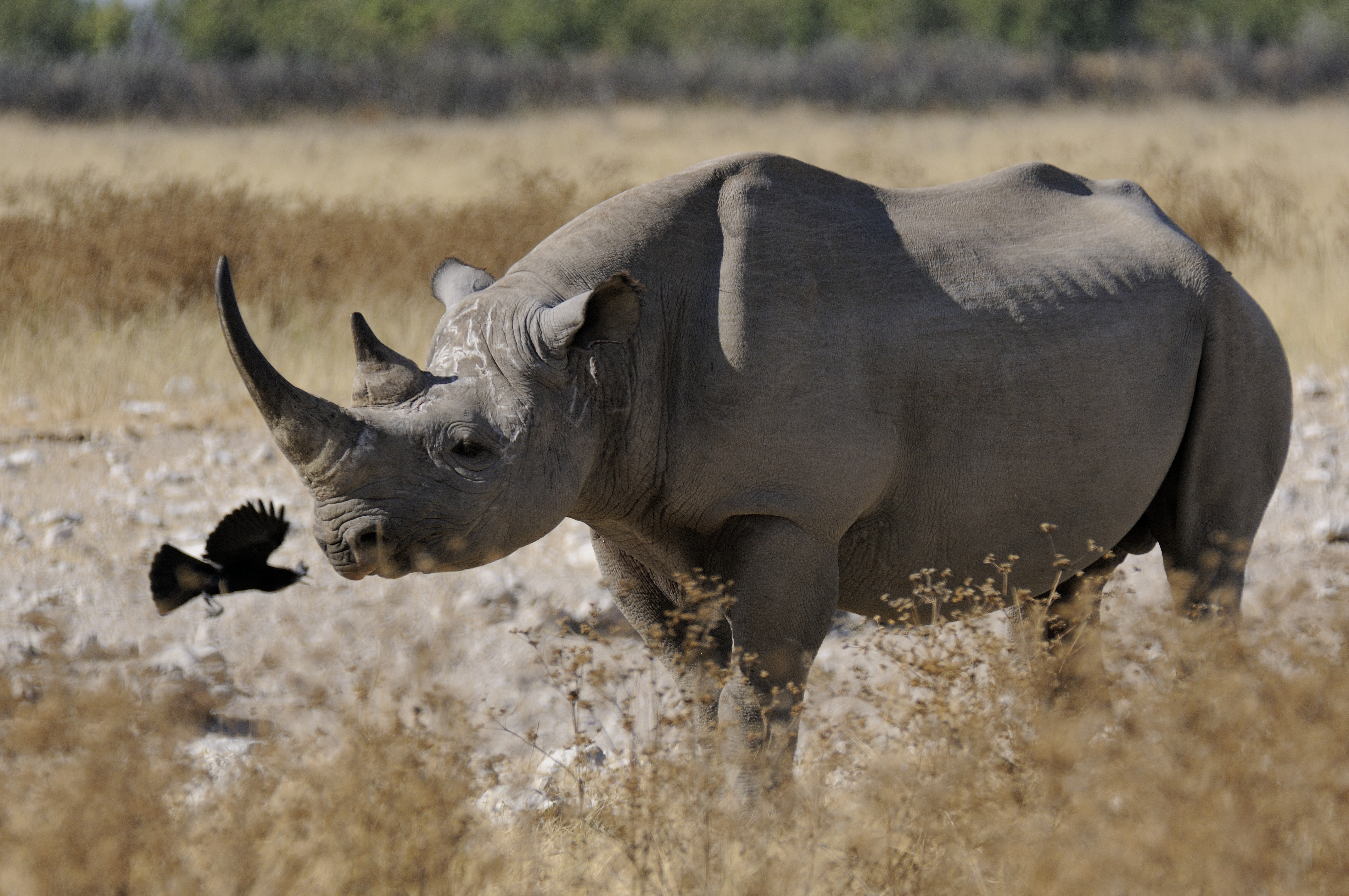
Für Spitzmaulnashörner (Diceros bicornis) bildet Spirostachys africana eine bevorzugte Nahrungsquelle

Spirostachys africana wird vom afrikanischen Elefanten (Loxodonta africana) eher gemieden. Allerdings fressen Tiere wie Impala (Aepyceros melampus), Grüne Meerkatzen (Chlorocebus), Nyala (Tragelaphus angasii) und weiteren Arten der Gattung Tragelaphus, wie beispielsweise die Kudu-Arten, die abgefallenen Blätter. Die Giraffe (Giraffa camelopardalis) frisst die Blätter vom Baum. Vor allem Vögel, wie zum Beispiel das Kräuselhauben-Perlhuhn (Guttera pucherani subsp.), Frankoline (Francolinus) und Tauben-Arten (Columbidae) fressen die abgefallenen Samen. Das Spitzmaulnashorn (Diceros bicornis) bevorzugt die jungen Äste. Im Kruger-Nationalpark soll Spirostachys africana zu den bevorzugten Nahrungspflanzen des Spitzmaulnashorns gehören.

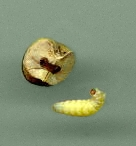
Larve von Emporia melanobasis und Frucht von Spirostachys africana

Die noch jungen, grünen Früchte werden regelmäßig von Emporia melanobasis, einer Schmetterlingsart der Unterfamilie Phycitinae, befallen. Deren Larven entwickeln sich innerhalb der Teilfrucht (Kokke), ohne dass von außen ein Befall sichtbar ist. Durch Bewegungen der Larven innerhalb der abgefallenen Kokken springen diese unkontrolliert und willkürlich um einige Zentimeter in die Luft. Durch dieses Verhalten ist der Beiname „Jumping Bean Tree“ für Spirostachys africana entstanden.
Ein ähnliches Phänomen zeigt sich bei durch Cydia deshaisiana befallenen Samen der nah verwandten Art Sebastiania pavoniana, welche deshalb als „Springbohne“ bekannt ist.
Weiterhin wurde 1995 im Nordwesten und Osten von Transvaal eine zu der Überfamilie der Erzwespen zählende Art entdeckt, welche Pflanzengallen am Stamm von Spirostachys africana erzeugt. Innerhalb der Familie der Tanaostigmatidae wurde die Art der Gattung Tanaostigmodes zugeordnet und, mit Blick auf den Trivialnamen Tamboti für Spirostachys africana, als Tanaostigmodes tambotis benannt. Es ist unbekannt, ob diese Hautflüglerart im gesamten Verbreitungsgebiet von Spirostachys africana vorkommt. Es wird angenommen, dass diese Art die einzige ihrer Familie ist, welche als Phytophag einen Vertreter der Wolfsmilchgewächse nutzt.
Die Larven der zu der Familie der Pfauenspinner (Saturniidae) gehörenden Art Argema mimosae fressen die Blätter von Spirostachys africana.
Im Krüger-Nationalpark wurden an verschiedenen Baumarten, darunter an Spirostachys africana, Arten der Pilz-Gattung Ceratocystis nachgewiesen, welche oftmals für Stammholzbläue verantwortlich sind.

## Systematik
|  | \| \| Spirostachys africana \| \| \| \| \| \| Excoecaria agallocha \| \| \| \| |
|  |                                                                                |
|  | Sebastiania pavoniana                                                          |
|  |                                                                                |
|  | Spirostachys africana                                                          |
|  |                                                                                |
|  | Excoecaria agallocha                                                           |
|  |                                                                                |

|  | Spirostachys africana |
|  |                       |
|  | Excoecaria agallocha  |
|  |                       |

|  | \| \| Spirostachys africana \| \| \| \| \| \| Excoecaria agallocha \| \| \| \| |
|  |                                                                                |
|  | Sebastiania pavoniana                                                          |
|  |                                                                                |
|  | Spirostachys africana                                                          |
|  |                                                                                |
|  | Excoecaria agallocha                                                           |
|  |                                                                                |

|  | Spirostachys africana |
|  |                       |
|  | Excoecaria agallocha  |
|  |                       |

|  | \| \| Spirostachys africana \| \| \| \| \| \| Excoecaria agallocha \| \| \| \| |
|  |                                                                                |
|  | Sebastiania pavoniana                                                          |
|  |                                                                                |
|  | Spirostachys africana                                                          |
|  |                                                                                |
|  | Excoecaria agallocha                                                           |
|  |                                                                                |

|  | Spirostachys africana |
|  |                       |
|  | Excoecaria agallocha  |
|  |                       |

|  | \| \| Spirostachys africana \| \| \| \| \| \| Excoecaria agallocha \| \| \| \| |
|  |                                                                                |
|  | Sebastiania pavoniana                                                          |
|  |                                                                                |
|  | Spirostachys africana                                                          |
|  |                                                                                |
|  | Excoecaria agallocha                                                           |
|  |                                                                                |

|  | Spirostachys africana |
|  |                       |
|  | Excoecaria agallocha  |
|  |                       |

|  | \| \| Spirostachys africana \| \| \| \| \| \| Excoecaria agallocha \| \| \| \| |
|  |                                                                                |
|  | Sebastiania pavoniana                                                          |
|  |                                                                                |
|  | Spirostachys africana                                                          |
|  |                                                                                |
|  | Excoecaria agallocha                                                           |
|  |                                                                                |

|  | Spirostachys africana |
|  |                       |
|  | Excoecaria agallocha  |
|  |                       |

|  | \| \| Spirostachys africana \| \| \| \| \| \| Excoecaria agallocha \| \| \| \| |
|  |                                                                                |
|  | Sebastiania pavoniana                                                          |
|  |                                                                                |
|  | Spirostachys africana                                                          |
|  |                                                                                |
|  | Excoecaria agallocha                                                           |
|  |                                                                                |

|  | Spirostachys africana |
|  |                       |
|  | Excoecaria agallocha  |
|  |                       |

|  | \| \| Spirostachys africana \| \| \| \| \| \| Excoecaria agallocha \| \| \| \| |
|  |                                                                                |
|  | Sebastiania pavoniana                                                          |
|  |                                                                                |
|  | Spirostachys africana                                                          |
|  |                                                                                |
|  | Excoecaria agallocha                                                           |
|  |                                                                                |

|  | Spirostachys africana |
|  |                       |
|  | Excoecaria agallocha  |
|  |                       |

|  | \| \| Spirostachys africana \| \| \| \| \| \| Excoecaria agallocha \| \| \| \| |
|  |                                                                                |
|  | Sebastiania pavoniana                                                          |
|  |                                                                                |
|  | Spirostachys africana                                                          |
|  |                                                                                |
|  | Excoecaria agallocha                                                           |
|  |                                                                                |

|  | Spirostachys africana |
|  |                       |
|  | Excoecaria agallocha  |
|  |                       |

Die Erstbeschreibung von Spirostachys africana erfolgte 1850 durch Otto Wilhelm Sonder in Linnaea, Band 23, S. 106. Es ist die Typusart der Gattung Spirostachys. Der Gattungsname Spirostachys leitet sich ab von der spiraligen Anordnung der Blüten um den ährigen Blütenstand. Altgriechisch bezeichnet dabei speira (= spiralig) die Anordnung der Blüten und stachys (= Ähre) den ährigen Blütenstand. Das Artepitheton africana gibt die natürliche Verbreitung in Afrika an.
Synonyme für Spirostachys africana Sond. sind: Excoecaria africana (Sond.) Müll.Arg., Excoecaria synandra Pax, Sapium africanum (Sond.) Kuntze, Spirostachys synandra (Pax) Pax und Stillingia africana (Sond.) Baill.
Spirostachys africana und Spirostachys venenifera sind die einzigen beiden Arten der Gattung Spirostachys. Beide Arten kommen gemeinsam in Somalia, Kenia und Ost-Tansania vor.
Die Gattung Spirostachys bildet innerhalb der Wolfsmilchgewächse mit den Gattungen Excoecaria und Sebastiania eine Verwandtschaftsgruppe, wie durch molekulargenetische Untersuchungen der Plastiden-DNA-Sequenzen rbcL und trnL-F nachgewiesen wurde.

## Verwendung

### Holz

#### Holzanatomie
Spirostachys africana ist ein Zerstreutporer, was bedeutet, dass die vorhandenen Gefäße ohne spezifische Anordnung sind. Die Gefäße liegen einzeln oder in Gruppen von zwei bis zehn Gefäßen vor. Gelegentlich kommen Harzeinlagerungen vor. Die Zuwachszonen sind undeutlich. Es liegen mehrreihige Holzstrahlen vor. Kristalle sind radial und tangential erkennbar und heben sich im Mikroskop unter polarisiertem Licht deutlich hervor. Die Breite der Holzstrahlen liegt meist bei einer bis zwei Zellen, die Höhe bei ca. 20 Zellen. Die Holzfasern sind mittel- bis dickwandig und verlaufen von gerade über gewellt bis hin zu wechseldrehwüchsig.

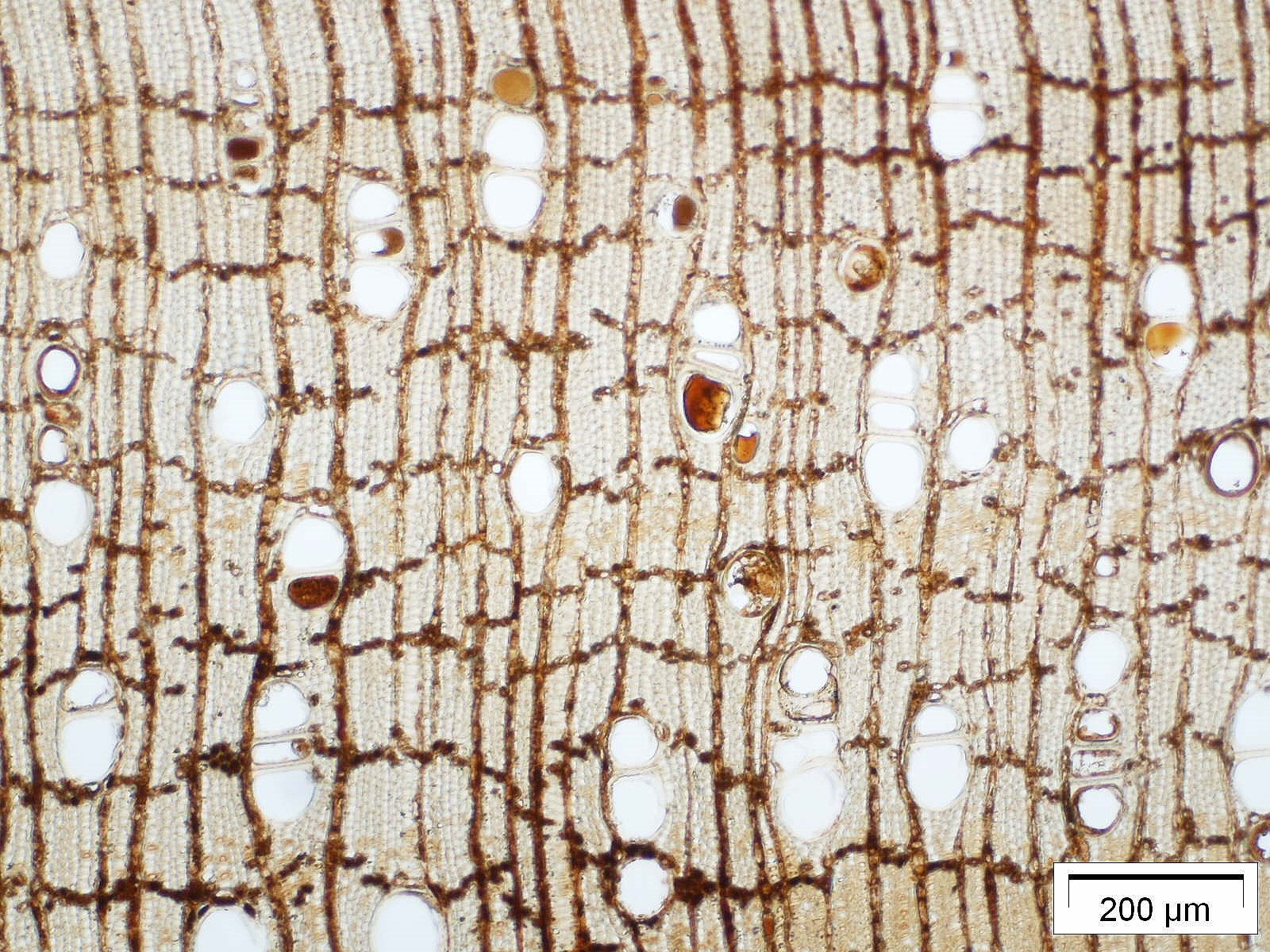
Querschnitt von Spirostachys africana
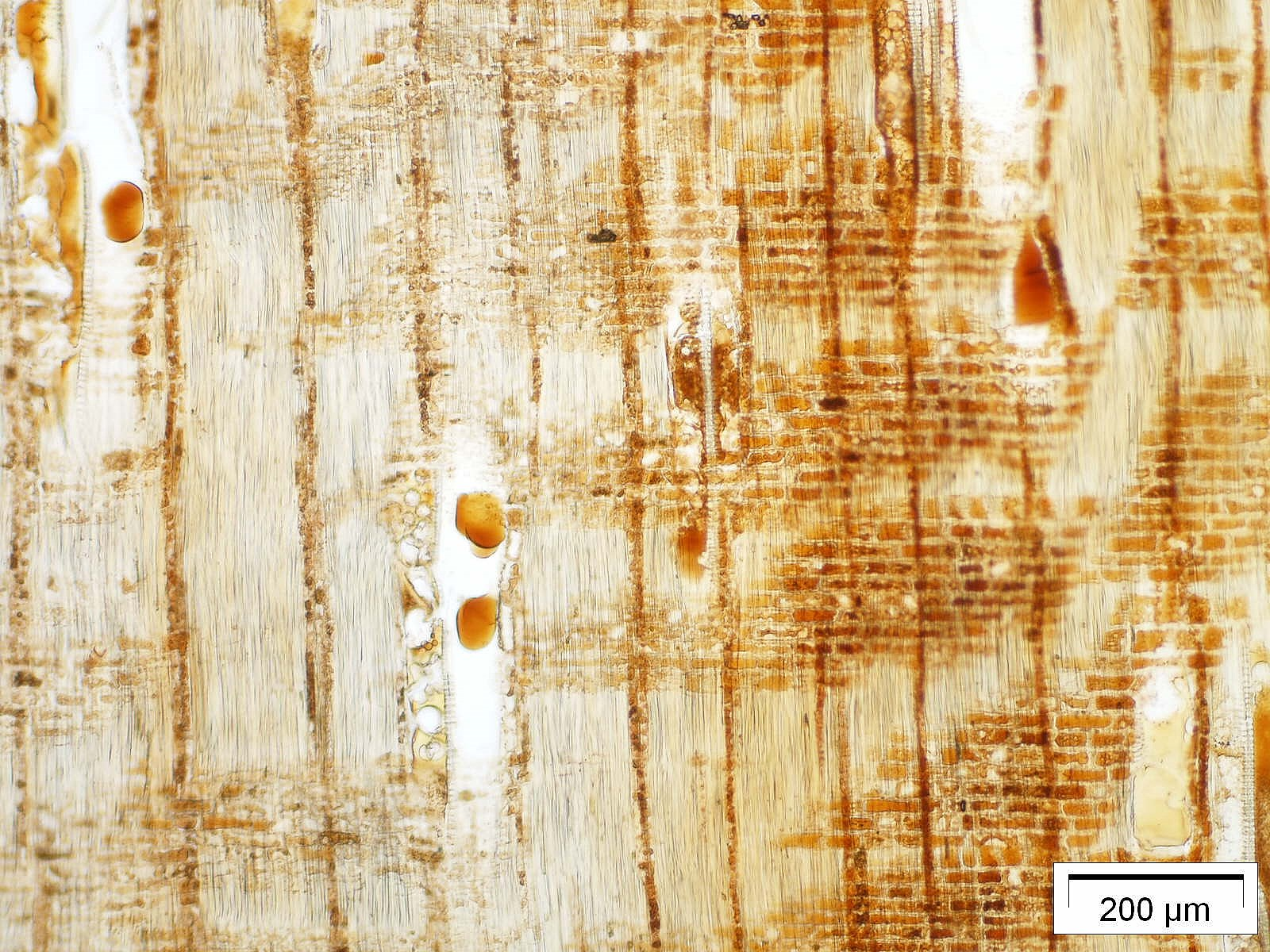
Radialschnitt von Spirostachys africana
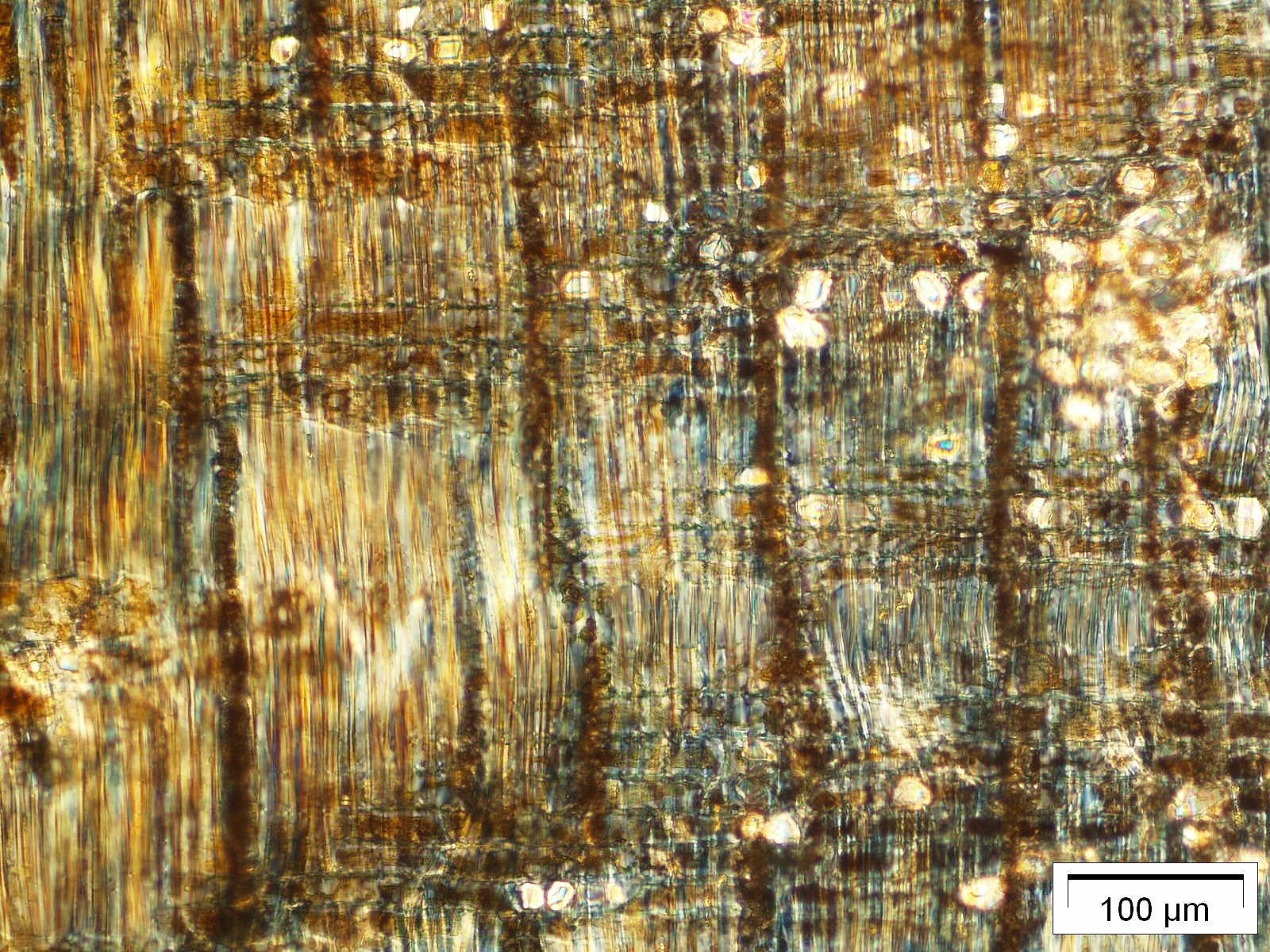
Radialschnitt von Spirostachys africana unter polarisiertem Licht
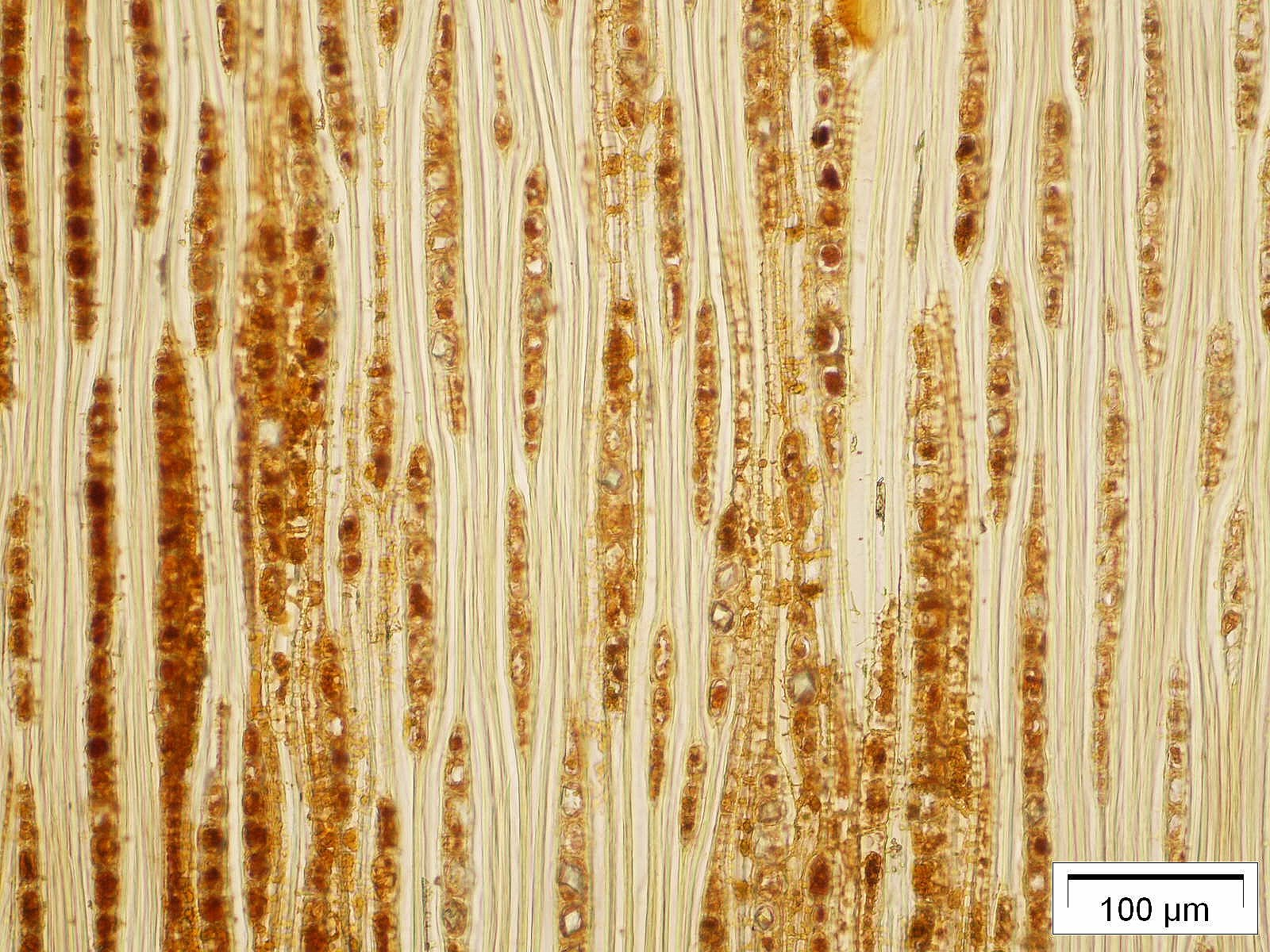
Tangentialschnitt von Spirostachys africana

#### Beschreibung
Spirostachys africana ist ein Edelholz mit einem dunkelbraunen Kernholz und einem hell cremefarbenen Splintholz. Das Splintholz kann in jungen Jahren über die Hälfte des Stamms ausmachen. Die Maserung reicht von gefleckt bis gebändert, wobei sich teilweise Wachstumsringe abbilden. Spirostachys africana glänzt stark und verbreitet auch lange nach dem Einschnitt einen typischen Geruch nach Sandelholz. Das Kernholz von Spirostachys africana enthält 12–14 % Harz (Oleoresin), aus welchem verschiedene Diterpene, wie zum Beispiel (+)-15-Beyeren-3-on, oder aus der Borke das Triterpen Lupeol isoliert werden konnten. In weiteren Untersuchungen konnten, unter anderem auch aus dem Milchsaft, noch weitere Diterpene, Stachenon mit dazugehörigen alpha-Ketolen, Diosphenole und die „Tambootisäure“ im Kernholz analysiert werden.

#### Eigenschaften und Verwendung

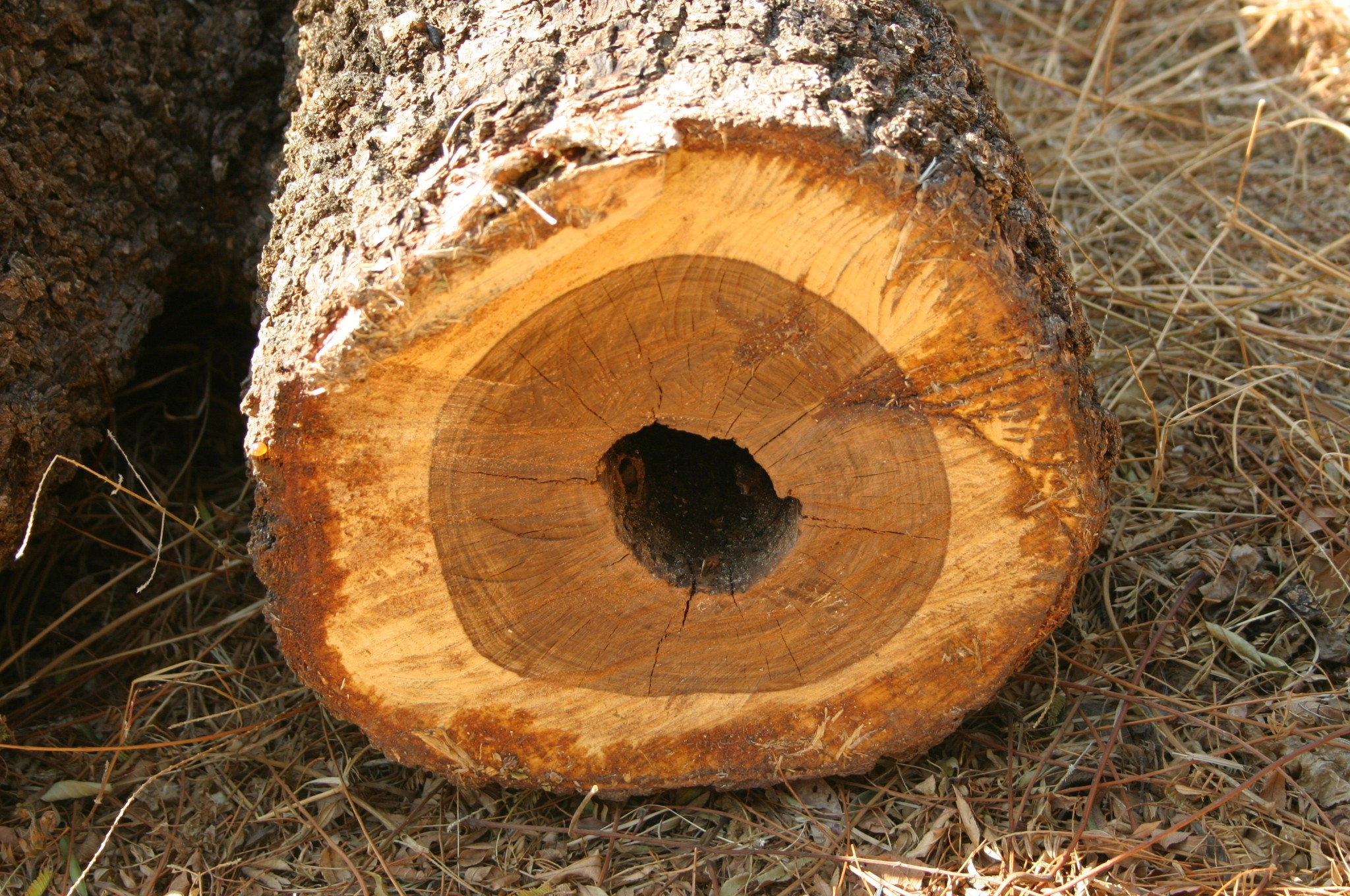
Geschnittener Stamm von Spirostachys africana mit Kernholzfäule

Spirostachys africana ist sehr haltbar und resistent gegenüber Insekten- und Pilzbefall. Schwächere Stämme können unter Kernholzfäule leiden. Eine Behandlung des Kernholzes mit Holzschutzmitteln ist nicht wirksam. Das Holz von Spirostachys africana wird aufgrund seiner Seltenheit für Schmuckgegenstände, hochwertige Möbelstücke und Drechselarbeiten verwendet. Traditionell werden auch Dachbalken, Zäune, Spazierstöcke und Gewehrkolben aus Spirostachys africana hergestellt. Das Holz lässt sich nach dem Trocknen gut sägen und hobeln, wobei es stark werkzeugstumpfend wirkt. Ein Vorbohren vor dem Nageln oder Schrauben ist ratsam. Verbindungen mittels Leim trocknen relativ langsam, und aufgrund des hohen Ölgehaltes ist ein Schleifen des Holzes schwierig. Das Polieren und Lackieren wird durch den Ölgehalt allerdings erleichtert. Die Spezialverwendung von Spirostachys africana als Furnierholz wird als möglich erachtet. Aufgrund des fehlerhaften Kernholzes dürften die Durchmesser der Handelsblöcke um 40 Zentimeter liegen.
Spirostachys africana eignet sich gut zum Drechseln und für dekorative Arbeiten. Es neigt während der Trocknung nicht zum Verzug, trocknet aber im Normalfall sehr langsam. Bretter von 2,5 Zentimeter Dicke benötigen sieben Monate um lufttrocken zu werden. Bretter von 10 Zentimeter Dicke benötigen dafür rund ein Jahr. Für die Holzkohle-Produktion wird es nicht genutzt. In Namibia wird das pulverisierte Holz mit Fett gemischt und in die Haare gerieben. Auch eine Nutzung als Parfüm wird beschrieben.
Die Eigenschaften der Sägespäne von Spirostachys africana zur Herstellung von Holzbeton wurden in Untersuchungen als unzureichend erkannt.
| Kenngröße               | Wert       | Einheit |
| ----------------------- | ---------- | ------- |
| Rohdichte               | 0,91–1,09  | g/cm³   |
| Druckfestigkeit         | 57–61,5    | N/mm²   |
| Elastizitätsmodul       | 8600–9210  | N/mm²   |
| Scherkraft              | 16         | N/mm²   |
| Biegefestigkeit         | 102–108    | N/mm²   |
| Janka-Härte-Test        | 8940–11010 | N       |
| Schwindmaß (Radial)     | 2,1–3,5    | %       |
| Schwindmaß (Tangential) | 4–6,7      | %       |
| Schwindmaß (Volumen)    | 8,2        | %       |

Es gibt Hinweise, dass das Holz von Spirostachys africana das biblisch überlieferte Almuggimholz aus dem Jerusalemer Tempel und dem Palast König Salomos ist.

### Medizinische Aspekte
Der giftige Milchsaft der Bäume wurde von heimischen Stämmen über Jahrhunderte als Gift für die Benetzung von Speerspitzen und die Borke als Gift für den Fischfang verwendet.

#### Gesundheitlicher Nutzen
Wurzeln, Rinde und Milchsaft werden für die traditionelle Medizin verwendet. So werden Auszüge aus den Wurzeln zur Behandlung von Malaria, Verstopfung, Durchfall und Husten angewendet. Auch die Behandlung von Tripper, Kopfschmerzen und die Anwendung als Augentropfen bei Verblitzung werden für Wurzel-Auszüge beschrieben. Rinden-Auszüge und Aufgüsse werden in geringen Dosen als Abführmittel, bei Durchfall, Magengeschwüren, Nierenbeschwerden, Husten und Augenbeschwerden genutzt. Auch wird so eine „Reinigung“ des Blutes erreicht. Getrocknete Rinde wird bei kindlichem Ausschlag angewandt. Pulverisierte Rinde kann zur Entwurmung verwendet werden. Der mit Wasser verdünnte Milchsaft findet als Brechmittel und Abführmittel Verwendung. Der Milchsaft wird zusätzlich bei Zahnschmerzen und als Schmerzmittel eingesetzt. Der Einsatz von Extrakten bei Kandidose wird beschrieben. Bei der medizinischen Verwendung von Spirostachys africana ist äußerste Vorsicht geboten, da schon Todesfälle  vorgekommen sind.

Strukturformel von D-Friedo-14-en-oleanolsäure (C_{32}H_{50}O_{4})

Weitere Untersuchungen zeigen, dass die aus der Borke von Spirostachys africana extrahierte D-Friedo-14-en-oleanolsäure (bzw. Aleuritolsäure-3-acetat) mit einer minimalen Hemm-Konzentration (MHK) von 50 μg/ml eine antibakterielle Wirkung gegen Staphylococcus aureus, Salmonella typhi, Vibrio cholerae, Escherichia coli und Shigella dysenteriae zeigt. Gegen Shigella flexneri und Shigella boydii zeigte sich eine MHK von 100 μg/ml. Eine Wirkung gegen Shigella sonnei konnte für diesen Stoff nicht nachgewiesen werden. Die untersuchten Bakterien sind verantwortlich für Cholera, Bakterienruhr, Typhus und, zum Beispiel, Furunkel. Das extrahierte Lupeol zeigte bei keiner dieser Bakterien eine antibakterielle Wirkung. Es sind zwei weitere, aus der Borke extrahierte, antibakteriell wirksame Substanzen bekannt.
Weiterhin wurde eine Wirkung von aus getrockneten Blättern gewonnenem Extraktstoff gegen die Fliegenmadenkrankheit (Myiasis) aufgezeigt.

#### Gesundheitliche Gefahren
Spirostachys africana gibt beim Zuschnitt einen Milchsaft ab, der zu Haut- und Augenirritationen führt. Auch sollen Hautblasen und Blindheit möglich sein. Der Sägestaub hat eine schädigende Wirkung auf die Augen und kann zu Blindheit führen. Nahrung, welche auf einem Feuer aus Spirostachys africana zubereitet wurde, kann zu schweren Durchfällen führen.

### Wirtschaftliche Bedeutung
Ältere Quellen geben einen geringen und unregelmäßigen Handel an. So werden Lieferungen aus Portugiesisch-Ostafrika und Mosambik beschrieben, wogegen in Kenia kaum ein Einschlag stattfand und die exportierte Menge unter der Marke von 500 Kubikmeter lag. Neuere Quellen legen dar, dass das Holz von Spirostachys africana hauptsächlich von Holzkünstlern verwendet wird. Das jährlich gehandelte Volumen liegt demnach um 360 Kubikmeter. Weiterhin wird berichtet, dass 40 Kubikmeter pro Monat aus nachhaltigen Quellen verfügbar sind. Die Preise für das Holz sind, im Vergleich zu anderen importierten afrikanischen Hölzern, eher höher, allerdings nicht so hoch, wie die Preise für Pink Ivory (Rhamnus zeyheri) oder Grenadill (Dalbergia melanoxylon).

## Status der Populationsgröße
Einige Quellen berichten, dass Spirostachys africana in Südafrika aufgrund der übermäßigen Abholzung geschützt ist. Die Rote Liste für Südafrika listet Spirostachys africana allerdings als „Least Concern“ = „nicht gefährdet“. Auch CITES führt Spirostachys africana in keinem Anhang. Weiterhin fand sich Spirostachys africana anfangs nicht in der von der IUCN herausgegebene Roten Liste. Mittlerweile ist Spirostachys africana hier ebenfalls als „Least Concern“ = „nicht gefährdet“ eingestuft.

### Anmerkung
1. ↑  
Vergleiche 1. Buch der Könige 10:12:„Der König hatte aus dem Almuggimholz Geländer für das Haus Jahwes und den Regierungspalast anfertigen lassen und Zithern und Harfen für die Tempelsänger. Bis heute ist nie mehr so viel Almuggimholz nach Juda gekommen und hier gesehen worden.“ (Neue Evangelistische Übersetzung)

- Karte mit allen verlinkten Seiten:
- OSM |
- WikiMap